# Bhatura

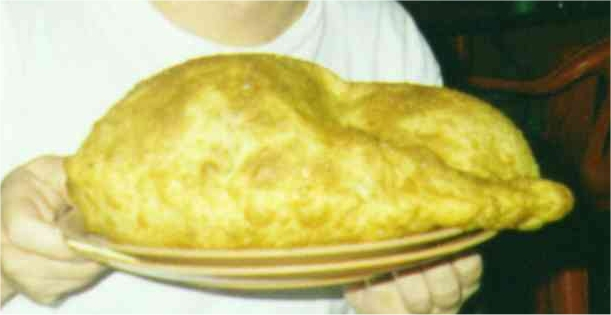
Una bhatura

La bathura, también denominado como bhatura, es un pan plano, típico de la cocina india, que se encuadra dentro de la categoría de panes fritos.
Se suele presentar acompañado con garbanzos en un curry, choley en lo que constituye un plato muy típico del norte de la India, denominado chola bhatoora, se piensa que este plato es originario de Delhi y así puede encontrarse en las áreas circundantes.

## Características y Servir
El pan suele verse en platos en los que se puede untar con yogur, ghee o aceite. Se elabora con harina de trigo (maida) y levadura y se mete en las paredes del horno hasta que crece. Se suele dejar freír en el horno (debido a la grasa) hasta que se convierte en una textura elástica como la goma. Existen variantes sin altos contenidos de colesterol denominadas kulcha y que se sirven con hojas de coriandro picadas.